# Filatura

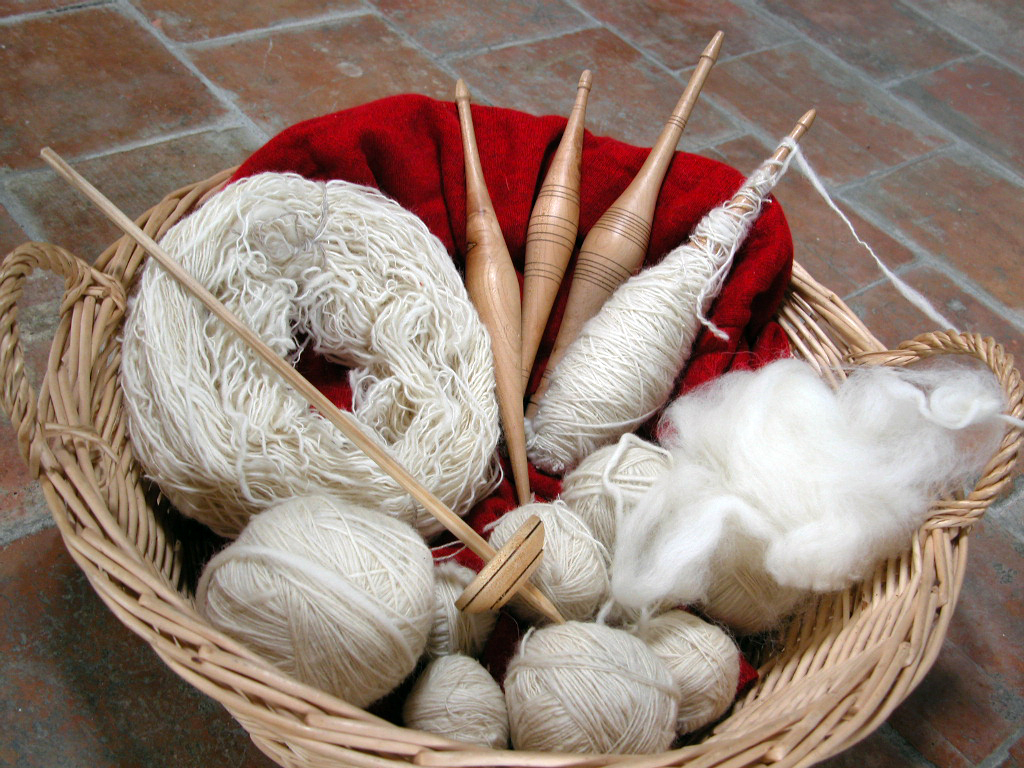
Fusi e lana filata a mano

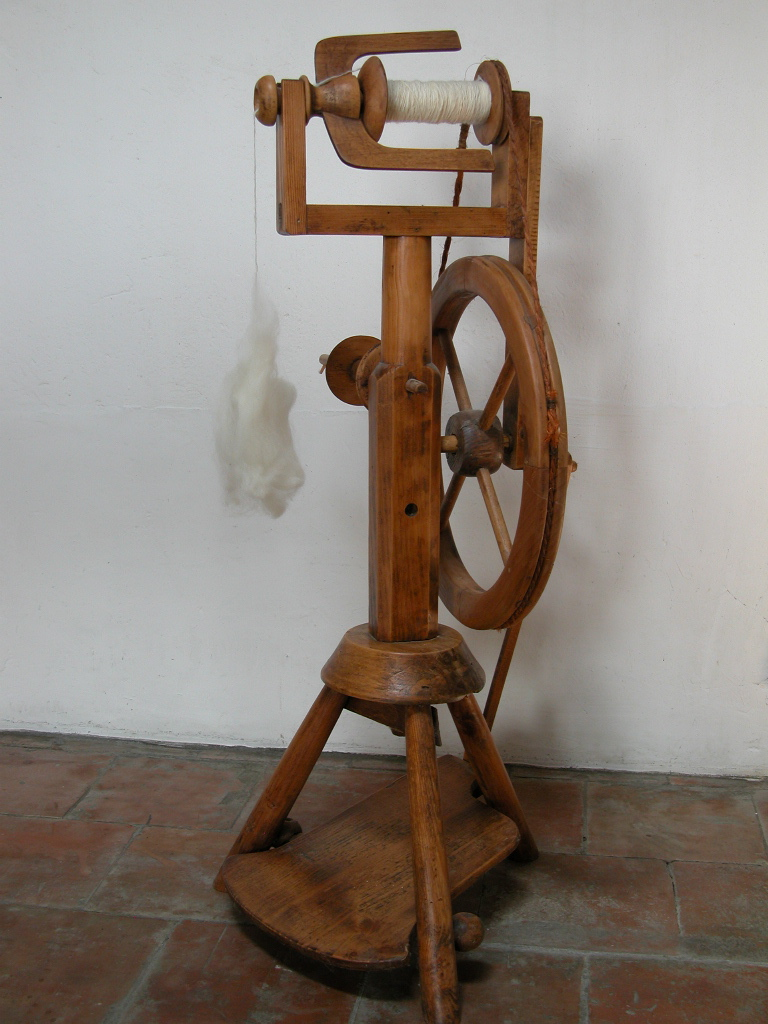
Filatoio o filerina ad alette

La filatura è la sequenza complessa di operazioni necessarie alla trasformazione delle fibre tessili in filato oppure filo. Filatura (filanda, filatoio) è anche il nome dello lo stabilimento industriale in cui avviene tale lavorazione.

## Definizione

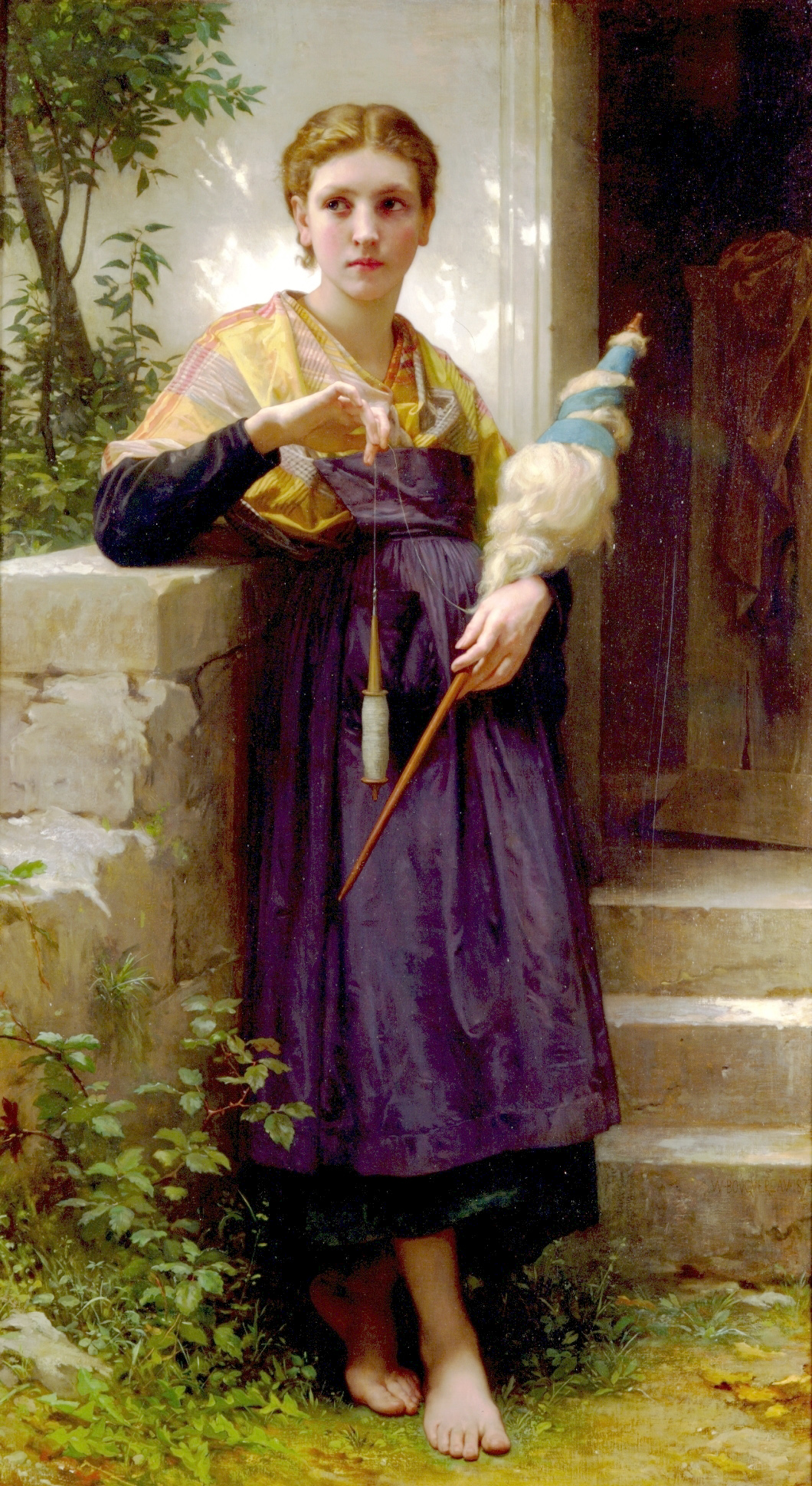
Filatrice con fuso e rocca, di William-Adolphe Bouguereau.

Lo scopo essenziale della filatura consiste nell'ottenere un prodotto finale il più possibile omogeneo, ovvero dotato di uniformi caratteristiche di resistenza, titolo, colore, pulizia ed elasticità. In sostanza la filatura è un insieme di operazioni che trasforma una fibra grezza in un filato. Il filato è un filamento resistente, omogeneo e sufficientemente lungo per poter essere usato sia nella fabbricazione dei tessuti, sia nella confezione a maglia e anche come filato per cucito o anche ricamo.
Premesso che le fibre possono presentarsi in fiocco (lana, cotone, ecc) o a filamento continuo (seta e fibre sintetiche), la filatura può essere eseguita su:
- Fibra in fiocco corta
- Fibra lunga in fiocco
- Fibra a filamento continuo

È inoltre da precisare che le fibre sintetiche possono essere altresì tagliate e trasformate in fiocco. Lo scopo di tale operazione è quello di poterle lavorare insieme, ad esempio, ad altre fibre non a lunghezza illimitata.
Le fasi di lavorazione cambiano in relazione alla tipologia della fibra di partenza, in particolare sulla base della lunghezza delle fibre.
Per trasformare una massa di fibre in un filato l'operazione indispensabile è la torcitura.
Il filato è il prodotto derivato dall'unione di una grande quantità di fibre tessili che, generalmente, presentano caratteristiche di sofficità, a differenza del filo che è sottile, di lunghezza teoricamente illimitata, formato da una o più bave di seta o di fibre sintetiche o artificiali, filate in continuo; rispetto al filato, esso risulta solitamente di sezione più regolare, liscio, rigido, brillante, ma meno morbido e termicamente meno isolante.
- la filatura propria, detta anche filatura tradizionale, è l'insieme delle operazioni necessarie alla trasformazione delle fibre tessili (esclusa la seta) in filato.
- la filatura impropria descrive tipicamente la produzione delle fibre artificiali e sintetiche con la filiera.

## Filatura tradizionale

Coppa per filatura. Da Eliopoli, tra il 3900 e il 3300 a.C. (Periodo predinastico dell'Egitto). Museo Egizio, Torino.

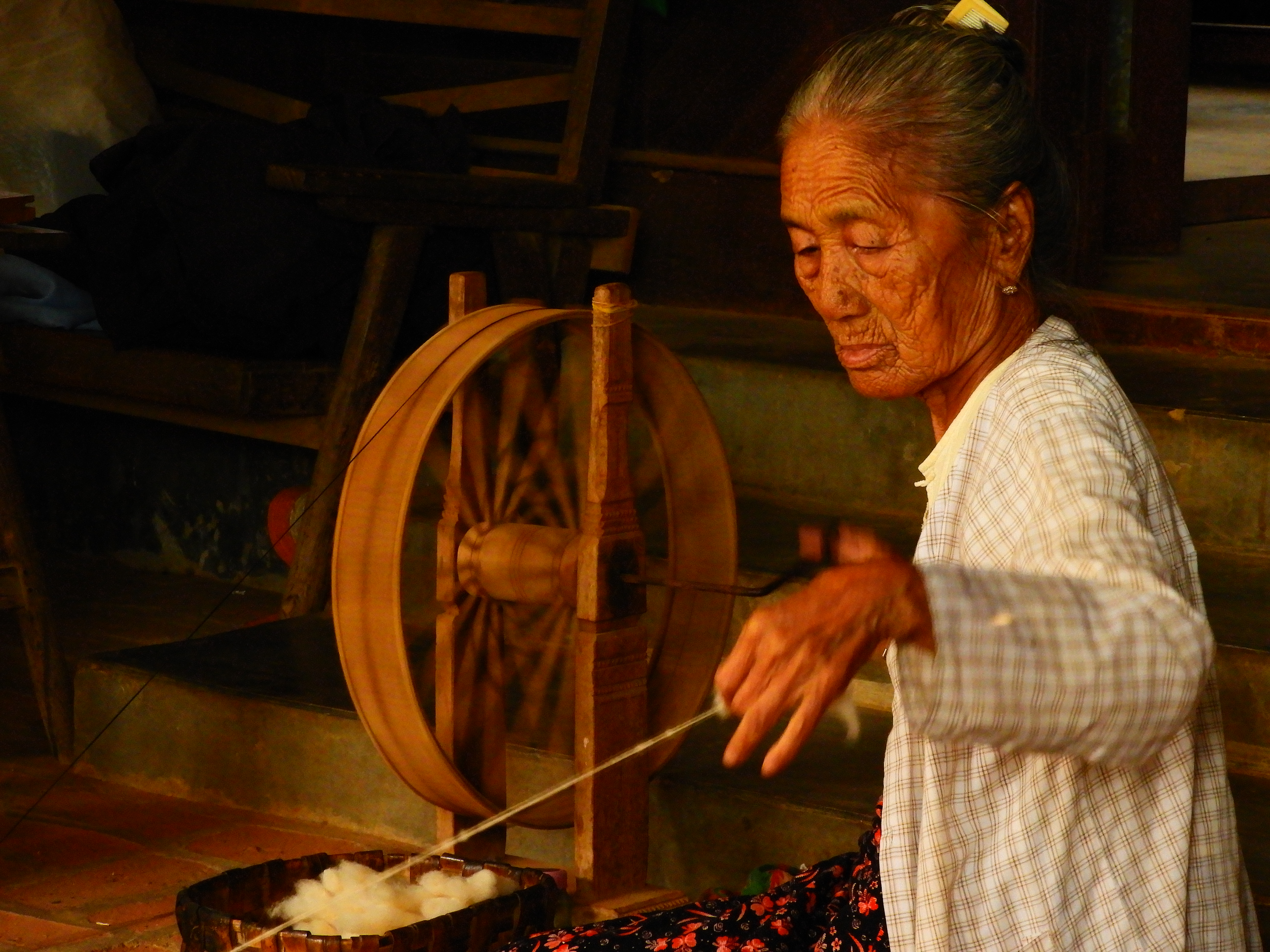
Filatrice tradizionale nella casa della sua famiglia a Old Bagan, Myanmar (2019).

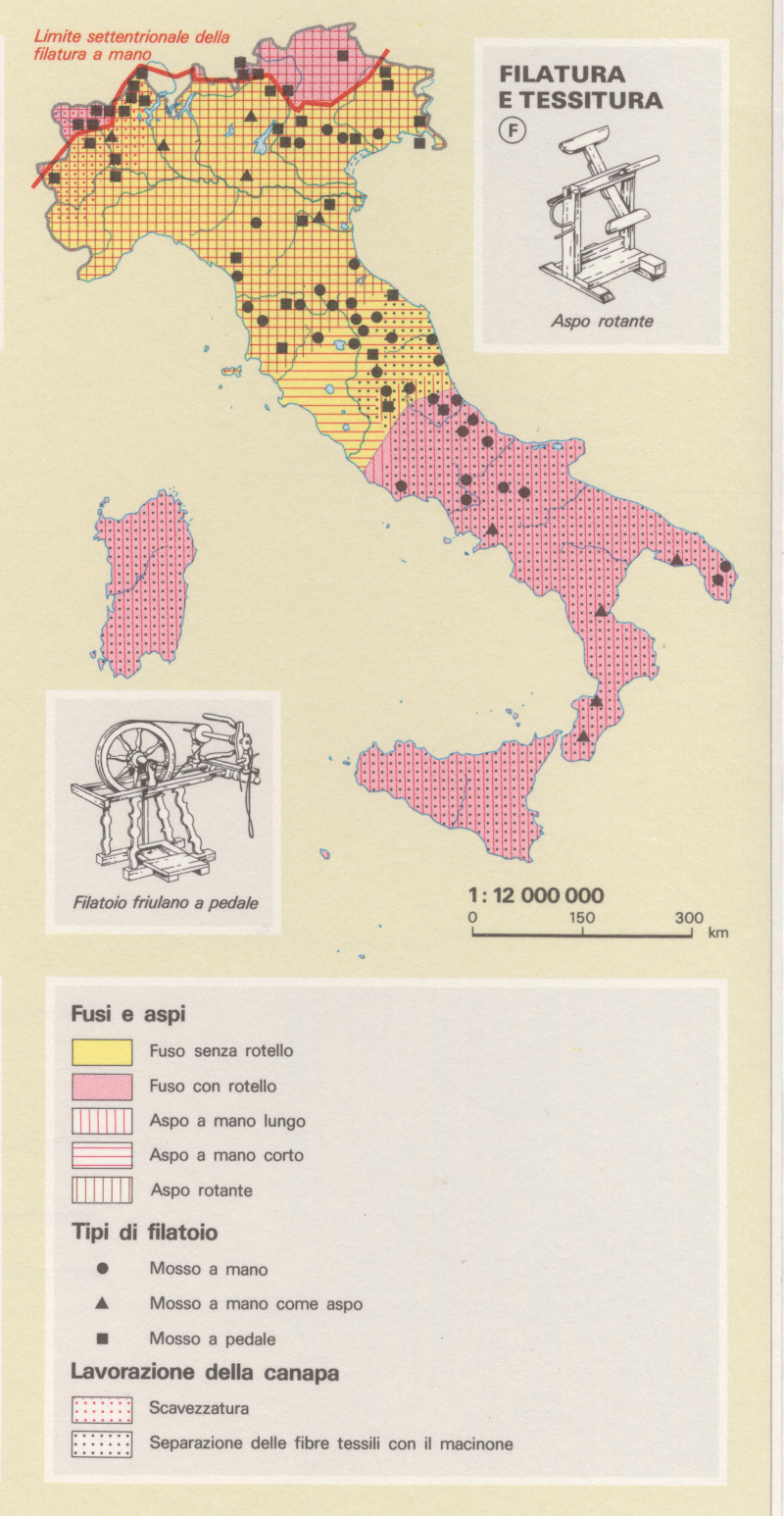
Attrezzi per la filatura e tessitura a mano in Italia

### Storia
Per torcere le fibre tessili il primo attrezzo utilizzato dall'umanità furono le mani. Era un lavoro lungo e complesso, che già nel Neolitico veniva eseguito con l'aiuto di un fuso del tutto identico al modello oggi usato in sud America e Africa (e in passato nel sud Italia e nord America). Il fuso dell'antichità era formato da un bastoncino (lungo una spanna) infilato in un tondino forato (largo 4–6 cm). La rotazione impressa al bastoncino, prolungata dall'inerzia del tondino, torce le fibre che vengono legate al fuso, che nel girare accumula sul bastoncino il filo fatto.
La filatura era un lavoro lungo e poco produttivo (un alacre filatore poteva produrre giornalmente appena qualche etto di filo), motivo per cui essa impegnava una considerevole fetta della popolazione, soprattutto donne e bimbi. L'esigenza di velocizzare la lavorazione portò in epoca medievale alla costruzione dei filatoi a pedale (detti anche arcolai, filerine, filatoi), ossia di apparecchi in legno che il filatore azionava premendo un pedale.
Il primo filatoio a pedale risale al 1280.
Nella metà del XVIII secolo con la rivoluzione industriale si avviò la meccanizzazione della filatura. 
Con l'invenzione nel 1733 da parte del meccanico inglese John Kay della "spoletta" o "navetta volante" ("flying shuttle") per il telaio a pedale, la produttività dei tessitori aumentò notevolmente e il divario fra quest'ultima e la capacità produttiva dei filatori, già sbilanciata in favore dei primi (in un rapporto di 1:5), crebbe ulteriormente. 
Apparve allora chiara l'esigenza di concentrare ogni sforzo nel miglioramento del processo di filatura, che costituiva il collo di bottiglia dell'intero processo tessile. 
Nel 1764 James Hargreaves inventò il primo filatoio meccanico a lavoro intermittente (Spinning Jenny o Giannetta), brevettato nel 1770. Nel 1769 Richard Arkwright lo azionerà con una ruota idraulica realizzando la Water frame. Nel 1779, Samuel Crompton, combinò il progetto idraulico di Arkwright con la Jenny di Hargreaves, brevettando la Mule Jenny. Nel 1785 Edmund Cartwright vi applicherà un motore a vapore. I francesi, ritardatari della rivoluzione industriale, contribuirono al perfezionamento delle macchine. Il meccanismo Jacquard, ideato da Joseph-Marie Jacquard nel 1804, consentiva la realizzazione di disegni in stoffa mediante l'utilizzo di cartoni perforati.

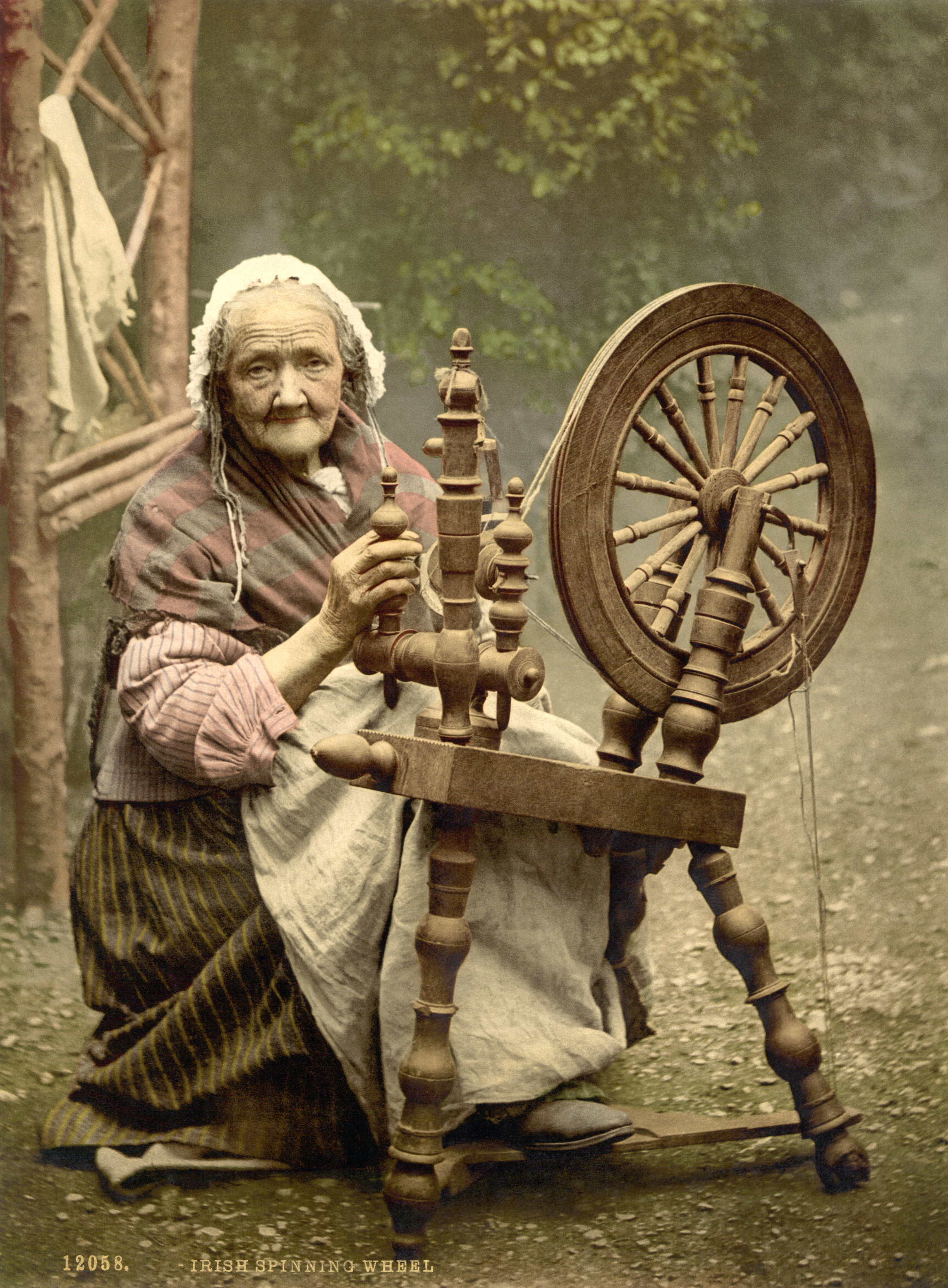
Fotocromia di un'anziana donna irlandese con un filatoio, ca. 1890–1900.

### Ciclo della filatura tradizionale
La filatura richiede delle fasi di lavorazione dei materiali indispensabili alla preparazione delle stesse, differenti a seconda delle fibre utilizzate, 
- Preparazione: apre, miscela e pulisce il materiale, prevede la battitura per la lana lo sfibramento con la gramola per il lino.
- Cardatura: districa le fibre, dandogli un certo ordine

Per giungere alla
- Filatura: torce le fibre trasformando l'ammasso cardato in cordone più o meno sottile che è il filato.

Che può essere seguita da finiture strutturali o estetiche come:
- Binatura: accoppiamento con torsione di più capi per ottenere un filato più robusto e più stabile.
- Lavaggio
- Tintura

### Filatura della seta
La seta non viene filata (essendo la bava prodotta dal baco da seta già un filo), il dipanamento del bozzolo si chiama trattura, per le fasi della produzione di un filato di seta vedi:

## Filatura industriale

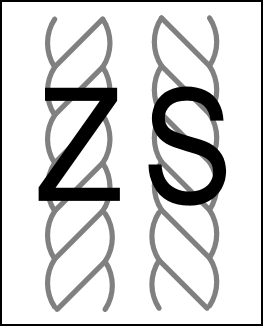
Torsione del filato a Z e a S

La filatura industriale è effettuata da batterie di macchinari che funzionano in modo completamente automatico. Le fasi di lavorazioni cambiano in relazione al tipo di prodotto voluto. 
Le operazioni per la filatura lunga prevedono:
- Pulitura con cernita e lavatura
- Apertura
- Battitura
- Cardatura
- Pettinatura (non si fa per le fibre corte)
- Nastro cardato
- Stoppino
- Filato
- Operazioni complementari

La filatura industriale prevede le seguenti fasi:

### Preparazione
- Pulizia e depolverizzazione con aria compressa
- Mischia: miscelazione delle fibre provenienti da balle diverse o di materiali diversi.

### Cardatura
Ha lo scopo di orientare le fibre in un'unica direzione (parallelizzazione), tramite apposite macchine chiamate carde od "assortimenti di carde". La carda è costituita da cilindri rotanti di grandi dimensioni (tamburo e pettinatore) muniti di denti metallici di opportuna finezza e numero, registrati tra di loro a pochi centesimi di millimetro (da 40 a 15 progressivamente), da organi ausiliari cardanti (lavoratori e volteggiatori) e da numerosi altri organi ausiliari (volante, sopravolante, sottovolante, entrate, rouletabosse); le fibre passano attraverso queste due superfici mobili munite di punte, per essere districate ed orientate, fino a ridursi di passaggio in passaggio in un velo di fibre parallelizzate che viene trasformato in nastro cardato (piatto) nell'ultima parte della macchina detta "divisore".

### Pettinatura
Ha lo scopo di aumentare l'omogeneità e la parallelizzazione delle fibre, scartando le più corte.

### Stiro o stiratura
Ha lo scopo di mescolare e regolarizzare fibre di diverso genere o diversi lotti dello stesso genere (ad esempio fibre sintetiche con fibre naturali) e rendere uniforme lo stoppino, procedendo ad una serie di accoppiamenti e successivi stiraggi (tramite stiratoi) fino ad ottenere un numero determinato di fibre in ogni punto dello stoppino stesso in modo da fargli raggiungere, durante la successiva fase di filatura, il titolo desiderato, cioè la finezza desiderata.

### Filatura
Lo stoppino risulta assai poco resistente; per ottenere un filato tenace ed omogeneo, è quindi ulteriormente assottigliato tramite torsione per mezzo dei cosiddetti "banchi a fusi". Lo stoppino proveniente dai "banchi a fusi" subisce infine la torsione definitiva e l'avvolgimento su rocchetti o bobine (bobinatura) nei filatoi che possono essere intermittenti (selfacting) o continui (ad alette o ad anelli).

### Roccatura
I fusi di filato prodotti dal filatoio ad anelli (ring spinning) vengono svolti dalla roccatrice e riavvolti sotto forma di rocca che solitamente è di forma troncoconica e del peso che varia dai 900 grammi ai 3000 grammi.
Eventuali trattamenti nobilitanti come: binatura, ritorcitura, gasatura e tintura.

## Filatura cotone pettinato
La filatura del cotone pettinato è un tipo di filatura industriale che si applica a fibre di cotone di una certa lunghezza. Il suo prodotto è un filato di cotone di alta qualità resistente, con aspetto lucido e poco peloso.

## Filatura laniera cardata
Il ciclo di filatura laniera cardata è destinato alla lavorazione delle fibre che, per la loro limitata lunghezza o per la loro specificità, non possono subire l'operazione di pettinatura e quindi confluire nel ciclo di filatura pettinata.

## Titolazione
Il titolo di un filato indica la finezza del medesimo. Si sono utilizzati numerosi modi per misurare il titolo, ora il più usato è il titolo metrico Nm, che indica il numero di km di filo che si ottengono con un Kg di fibra.
Nm 44 significa quindi che 44000 metri di filo hanno il peso di un Kg.
È ancora spesso utilizzata la forma "1/44" che esplicita la condizione di filo singolo avente titolo Nm 44. La dizione "2/44" ad esempio invece esplicita la condizione di un filo ritorto a due capi ottenuto a partire appunto da due fili Nm 44.